# Le Cœur grenadine (chanson)
Singles de Laurent Voulzy
Paris-Strasbourg
(1978) Lucienne est américaine
(1979)
Le Cœur grenadine est une chanson de Laurent Voulzy, extrait de l'album Le Cœur grenadine, dont il est le premier extrait à paraître en single. Les paroles sont écrites par Alain Souchon, tandis que Laurent Voulzy en a composé la musique.

## Présentation
Cette chanson fait référence aux îles tropicales et au climat ensoleillé, thème régulier dans le répertoire de Laurent Voulzy. Il évoque clairement ces lieux tropicaux dans ces paroles (notamment dans le titre de la chanson, Saint Vincent et Grenadine étant une île des Caraïbes) et évoque, au travers d'une amourette de vacances sa douleur d'être séparé de l'île où il aurait vécu si sa mère n'avait pas quitté la Guadeloupe pour vivre à Paris (J'suis né dans l'gris par accident). 
On notera qu'une faute de français s'est glissée dans les paroles (une planisphère au lieu d'un planisphère) et n'a jamais été corrigée. 
Elle est un des premiers grands succès de Laurent Voulzy, après Rockollection. 

## Classements
| Classement (1979)   | Meilleure place |
| ------------------- | --------------- |
| Europe (Europarade) | 25              |
| France (IFOP)       | 3               |

| Classement (1979) | Position |
| ----------------- | -------- |
| France (IFOP)     | 35       |